# بنيامين كروزه (لاعب كرة قدم)
بنيامين كروزه (بالألمانية: Benjamin Kruse)‏ هو لاعب كرة قدم ألماني، ولد في 4 مايو 1978 في هامبورغ في ألمانيا. لعب مع نادي دويسبورغ ونادي فرايبورغ ونادي هامبورغ.

## وصلات خارجية
- بنيامين كروزه على موقع قاعدة بيانات كرة القدم.إي يو (الإنجليزية)
- بنيامين كروزه على موقع بيانات كرة القدم. دي إي (الألمانية)
- بنيامين كروزه على موقع عالم كرة القدم.نت (الإنجليزية)